# Vinoba Bhave
Vinajak Narahari "Vinoba" Bhave vagy Ácsárja Vinóba Bhavé (maráthi: विनोबा भावे), (1895. szeptember 11. – 1982. november 15.) indiai politikai és társadalmi aktivista, aki Mahátma Gandhi egyik legismertebb tanítványa volt, és akinek a munkáját halálát követően folytatta.
India függetlensége után társadalmi aktivistaként tűnt fel, aki a földtulajdon békés, tömeges újraelosztását érte el, az általa alapított Bhoodan Yajna, azaz a „föld-ajándék mozgalom” útján. Indiában szentként tisztelték.

## Élete
Vinoba Bhave egy gazdag brahmin családból származott. Öt gyermek közül a legidősebb volt. Három testvére közül egy fiatalon halt meg, kettő, Balkoba és Shivaji szintén társadalmi aktivistává váltak.
Főiskolai tanulmányokat folytatott. Az angol és a francia mellett még nyolc indiai nyelvet beszélt. Egész életében a hindu vallási eszmékbe merült és erkölcsi alapelveit a Bhagavad-Gitából származtatta.
1916-ban hallott Gandhiról. A csamparani polgári engedetlenségi kampány után csatlakozott a nemzeti függetlenségi mozgalomhoz. Gandhi ásramának tevékenységeiben aktív szerepet vállalt, mint például a tanítás és a közösség életének javítása.
Az 1920-as, '30-as és '40-es években többször letartóztatták a brit uralom elleni erőszakmentes ellenállás vezetéséért. 

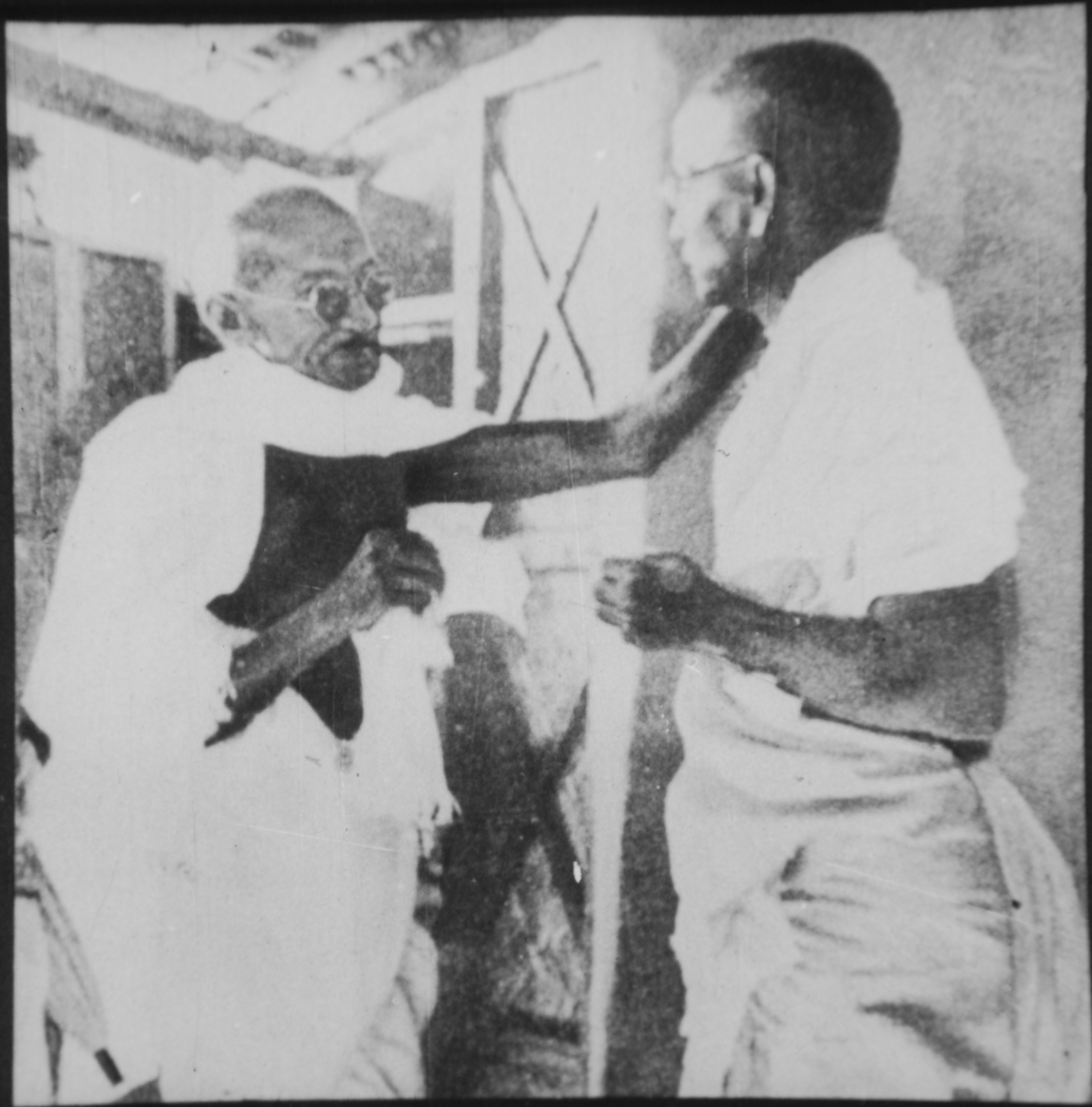
Gandhi és Vinoba

Tevékenység ellenére jó darabig nem volt ismert a széles tömegek számára. Akkor vált ismertté, amikor 1940-ben Gandhi egy újabb erőszakmentes kampány első számú figurájává választotta. Az emberektől a megtisztelõ ácsárja címet kapta.
Miután India elnyerte a függetlenségét (1947), elhatározta, hogy agrárreformot hajt végre. A miniszteri bársonyszéket, amelyet Nehru felajánlott neki, nem fogadta el. A földreformot a maga módján kívánta megvalósítani.
Az 1950-es években az indiai lakosság 80%-a falun élt, mezőgazdasággal foglalkozozott, mégis évente több millió tonna élelmiszert kellett bevinni külföldről. Nagyon sok embernek nem volt munkája, éheztek, mert még földtulajdonnal sem rendelkeztek. 
Nincs vesztegetni való idő — mondta Bhave. Nem várta meg a földreformot, — ez ugyanis rettentő bonyolult adminisztratív előkészületekkel és más nehézségekkel járt volna —, hanem gyalog nekivágott a hatalmas országnak, s megtette a magáét. Munkája abból állt, hogy bejárta a falvakat. Amikor elért egy települést, előállt azzal az igénnyel, hogy minden földdel rendelkező egyén adja oda ajándékba birtokának egyötöd részét, hogy aztán ő meg a segédtitkárai szétosszák ezeket a földeket a nincstelenek között.
Amikor délelőtt egy faluba ért, a főtéren vagy egy épületben felállt a szónoki emelvényre és egy óra hosszat beszédet mondott. A nép nagy tisztelettel hallgatta, mert élő szentként kezelték. Beszéde végén gyakran így szólt:
Indiában egy derék családapa átlagban négy fiút nevel fel. Amikor a családfő meghal, a fiúk szátosztják a földjét. Nem sokat változtatna a dolgon, ha négy fia helyett öt lenne. Vegyük úgy a dolgot, hogy én vagyok az ötödik fiatok. Fogadjatok fiatokká, hogy engem illessen meg a földetek ötödrésze. S mivel nem várom meg a halálotokat, most jöttem el, hogy kikérjem a részem. Bármennyitek is van, ajándékozzátok nekem földetek ötödrészét, mert fiatoknak szüksége van erre az ajándékra.  
Erre magasba emelkedtek a karok, és az emberek versengtek, hogy ki teljesíti előbb India ez igen tisztelt fiának óhaját. Majd délután Vinoba titkárai elé sorakoztak a nincstelen földművesek, hogy átvegyék az okmányokat az új birtokaikról. Ily módon Vinoba tíz év alatt mintegy hét millió hektár földet osztott szét.
1979-ben éhségsztrájkán keresztül elérte a tehenek levágását tiltó szövetségi törvény elfogadását (amely eztán a nem hindu vallásúakra is vonatkozott). 1984-ben posztumusz módon elnyerte a Bharat Ratna díjat.